# Georg Nolte
Georg Nolte (né le 3 octobre 1959) est un juriste allemand et juge à la Cour internationale de Justice. Il est professeur de droit international public à l'Université Humboldt de Berlin et est membre de la Commission du droit international des Nations Unies de 2007 à 2021, dont il est le président en 2017. En novembre 2020, il est élu juge à la Cour internationale de Justice par l’Assemblée générale des Nations Unies et le Conseil de sécurité, et il prend ses fonctions le 6 février 2021.

## Carrière
Nolte est né à Bonn, fils de l'historien et philosophe Ernst Nolte et d'Annedore Mortier. Il étudie le droit, les relations internationales et la philosophie à l'Université libre de Berlin et à l'Université de Genève de 1977 à 1983. De 1984 à 1990, il est chercheur junior à l'Institut Max-Planck de droit public et international comparé à Heidelberg et obtient son doctorat en droit à l'Université de Heidelberg en 1991 avec la thèse intitulée Defamation Law in Democratic States, a comparative analysis of Germany, the United States and the jurisprudence of the European Convention on Human Rights. Après avoir été chercheur invité à l'Université de Leipzig et à la faculté de droit de l'Université de New York de 1990 à 1992, il est chercheur principal à l'Institut Max Planck de droit public comparé et de droit international de 1992 à 1999 et obtient son habilitation en 1998 avec le livre Intervention upon Invitation sur l'utilisation de la force par les troupes étrangères dans les conflits internes.
Entre 1999 et 2004, il occupe la chaire de droit international public à l'Université de Göttingen et est doyen de la Faculté de droit en 2004. De 2004 à 2008, il occupe la chaire de droit international public à l'Université Louis-et-Maximilien de Munich, succédant à Bruno Simma. En 2008, il succède à Christian Tomuschat comme titulaire de la chaire de droit international public à l'Université Humboldt de Berlin. Il est également directeur du Centre pour le constitutionnalisme mondial au Centre des sciences sociales WZB de Berlin.
En 2000, il est chargé par le ministère de la Défense de diriger une étude comparant les systèmes européens de droit militaire, dans le contexte des efforts de l'Union européenne pour créer la politique de sécurité et de défense commune ; l'étude donne lieu au livre European Military Law Systems (2003 ; également publié en allemand en 2002).
Depuis le début du siècle, il est chercheur invité à l'All Souls College d'Oxford de 2003 à 2004, professeur invité à l'Université Panthéon-Assas en 2004 et chercheur invité au programme de droit et d'affaires publiques de l'Université de Princeton de 2013 à 2014. De 2000 à 2007, il est membre de la Commission européenne pour la démocratie par le droit du Conseil de l'Europe, la Commission de Venise. Il est membre du conseil consultatif du ministère allemand des Affaires étrangères sur le droit international public depuis 2006. Il est membre du conseil consultatif du Goettingen Journal of International Law.
Il est élu membre de la Commission du droit international par l’Assemblée générale des Nations Unies en 2007. Il est réélu en 2011, recevant le plus grand nombre de voix parmi tous les candidats. Au sein de la CDI, il fonde et préside le groupe d'étude sur « Les traités au fil du temps ». En 2017, il est élu président de la CDI.
Il est président de la Société allemande de droit international de 2013 à 2017. Il est élu membre de l'Institut de Droit International en 2019.
Le 12 novembre 2020, Nolte est élu juge à la Cour internationale de Justice, avec 160 voix sur 193 exprimées à l'Assemblée générale des Nations unies et 14 voix sur 15 exprimées au Conseil de sécurité. Il commence son mandat de neuf ans le 6 février 2021.